# یادمان (ساری)
با اصطلاح «یادمان» اشتباه نشود.
یادمان با نام پیشین خرچنگ
روستایی است از توابع بخش کلیجان‌رستاق شهرستان ساری در استان مازندران ایران.

## جمعیت
این روستا در دهستان تنگه سلیمان قرار داشته و براساس آخرین سرشماری مرکز آمار ایران که در سال ۱۳۸۵ صورت گرفته، جمعیت آن ۶۶نفر (۲۳خانوار) بوده‌است.